# Svenska Esperantoförbundet
Svenska Esperantoförbundet (esperanto: Sveda Esperanto-Federacio) är Sveriges största esperantoförbund. Förbundet grundades 1906, ger ut medlemstidningen La Espero, och är anslutet till den internationella organisationen Universala Esperanto-Asocio (UEA).